# Ceyhan (città)
Ceyhan è una città della Turchia (103.800 ab. nel 2007) centro dell'omonimo distretto della provincia di Adana. Sorge sulle rive del fiume Ceyhan.